# Erich Wollenberg
Erich Wollenberg (Königsberg, 15 agosto 1892 – Monaco di Baviera, 6 novembre 1973) è stato un politico, militare e giornalista tedesco, membro di spicco del Partito Comunista di Germania (KPD) e caporedattore di vari giornali.

## Biografia

### Prima guerra mondiale e Repubblica Bavarese
Wollenberg, che proveniva da una famiglia di medici, studiò medicina a Monaco. Prestò servizio nel corso della prima guerra mondiale come volontario. Durante il conflitto rimase ferito cinque volte, fu decorato e promosso al grado di tenente della riserva.
Nel 1918 entrò a far parte del Partito Socialdemocratico Indipendente di Germania (USPD) e della Lega di Spartaco. Nel 1918/19 fu il leader della rivoluzione di novembre a Königsberg. Dopo questi eventi tornò a Monaco per continuare i suoi studi di medicina. Nella Repubblica Sovietica Bavarese Wollenberg ricoprì il ruolo di comandante della fanteria e di vice comandante supremo dell'Armata Rossa Bavarese del Nord. Dopo la fine della Repubblica venne condannato a due anni di reclusione, che trascorse a Landsberg, Ansbach e Niederschönenfeld.

### Ottobre tedesco ed esilio a Mosca
Nel 1920 fu a capo del tentativo di insurrezione armata comunista nell'area di Bochum, dove era anche segretario locale del KPD. Dopo il suo rilascio nel marzo 1922, Wollenberg assunse importanti funzioni all'interno del KPD. Nello stesso anno divenne caporedattore del Red Flag of the East. Nell'agosto 1923 fu capo dell'apparato militare del partito comunista nel sud-ovest della Germania, nelle regioni di Württemberg, Baden, Assia, e temporaneamente in Baviera.
Dopo il fallimento dell'ottobre tedesco, nel 1924, Wollenberg, allora ricercato, fuggì in Unione Sovietica. Là Wollenberg fu ufficiale dell'Armata Rossa dal 1924 al 1926 e comandante di battaglione, prima a Saratov e poi a Mosca. Nel 1927 tornò e lavorò illegalmente in Germania come caporedattore dell'Arbeiter-Zeitung a Saarbrücken. Tornato a Mosca, divenne assistente di ricerca presso l'Istituto Marx-Engels-Lenin. Dal 1928 insegnò alla Scuola Internazionale Lenin come professore di storia del movimento operaio internazionale. Erich Honecker fu un dei suoi studenti.

### Conflitti nel partito
Erich ottenne l'amnistia nell'autunno 1930. Dopo il suo ritorno in Germania, avvenuto l'anno successivo, divenne membro della direzione federale dell'organizzazione illegale nota come Rotfrontkämpferbund e caporedattore della rivista Rote Front. Nuovamente arrestato, in seguito lavorò come redattore per il Die Rote Fahne.
Durante questo periodo, Erich partecipò a una riunione del Partito Nazista, durante la quale fu gravemente ferito dalle SA, Wollenberg criticò la leadership del KPD, per non aver fornito un'adeguata protezione. Walter Ulbricht e Herbert Wehner avviarono un'indagine interna al partito contro Wollenberg, che ricevette un "rimprovero formale" e la perdita del posto di lavoro presso la redazione del Rote Fahne. Su istigazione di Wilhelm Pieck, Wollenberg ripartì per l'Unione Sovietica alla fine del 1932. Lo stesso Wollenberg in seguito lo definì "un rinvio a Mosca".

### Presunta cospirazione Wollenberg-Hoelz
A Mosca lavorò alla pubblicazione delle opere di Lenin in lingua tedesca. Lì entrò nel commissariato del popolo per gli affari interni, per via dei contatti con il trotskista Karl Gröhl. I servizi segreti accusarono Wollenberg e Max Hoelz di "cospirazione controrivoluzionaria, di matrice trotskista-terrorista". Di conseguenza il 4 aprile 1933 venne espulso dal KPD dalla Commissione di controllo internazionale del Comintern.
Perseguitato sia da Stalin e sia dai nazionalsocialisti, Wollenberg riuscì a fuggire da Mosca via Praga a Parigi. In Unione Sovietica, Wollenberg era ora considerato un nemico "trotskista" dello stato. Molti dei suoi conoscenti e amici politici furono perseguitati e assassinati.

### Esilio in Europa occidentale e a Casablanca
A Parigi, Wollenberg si unì alla resistenza antifascista e sviluppo contatti con i servizi di intelligence. Dopo l'inizio della seconda guerra mondiale fu internato nel campo d'internamento di Le Vernet, nelle vicinanze di Parigi, ma con l'aiuto di alcuni ufficiali francesi, riuscì a fuggire nel maggio del 1940, e si trasferì a Casablanca, in Marocco, che in seguito divenne fedele a Vichy. In questo periodo fu negata sia la sua estradizione alla Gestapo e sia il visto di transito per scappare negli Stati Uniti. Sebbene la polizia arrestò Wollenberg a Casablanca nell'aprile 1941, non venne estradato in Germania fino allo sbarco degli alleati nel novembre 1942.

### Dopoguerra
Dopo la liberazione, Wollenberg andò prima a Parigi nel 1946, poi in Germania. Dagli anni 50' in poi la sua occupazione principale fu quella di giornalista. Nel 1960 era a capo della direzione di politica estera della rivista Echo der Woche a Monaco. In seguito lavorò come giornalista con altri critici di sinistra del comunismo stalinista come Franz Borkenau, Ruth Fischer, Margarete Buber-Neumann e anche emigranti dall'Europa orientale. In qualità di esperto e informatore sulla situazione dell'Europa orientale, lavorò per gli americani, e dalla fine del 1951, per l'organizzazione Gehlen e il Servizio di intelligence federale. Nel 1964 si trasferì ad Amburgo.
Morì il 6 novembre 1973 a Monaco di Baviera.